# Danyang, Zhenjiang
Danyang, tidigare känd som Tanyang, är en stad på häradsnivå som lyder under Zhenjiangs stad på prefekturnivå i Jiangsu-provinsen i östra Kina. Den ligger omkring 79 kilometer öster om provinshuvudstaden Nanjing. 